# Ricardo Smits
Ricardo Smits (Oosterhout, 27 januari 1982) is een Nederlands profvoetballer die uitkwam voor eredivisionist Willem II. Daarna speelde hij nog in België bij verschillende clubs op lager niveau. 